# Jaunjelgava
Jaunjelgava er by beliggende i Aizkraukles distrikt i det centrale Letland med 2.127(2016) indbyggere. Jaunjelgava fik byrettigheder i 1647. I middelalderen hed byen Sērene. Før Letlands selvstændighed i 1918 var byen også kendt under sit tyske navn Friedrichstadt.